# Gert-Joachim Glaeßner

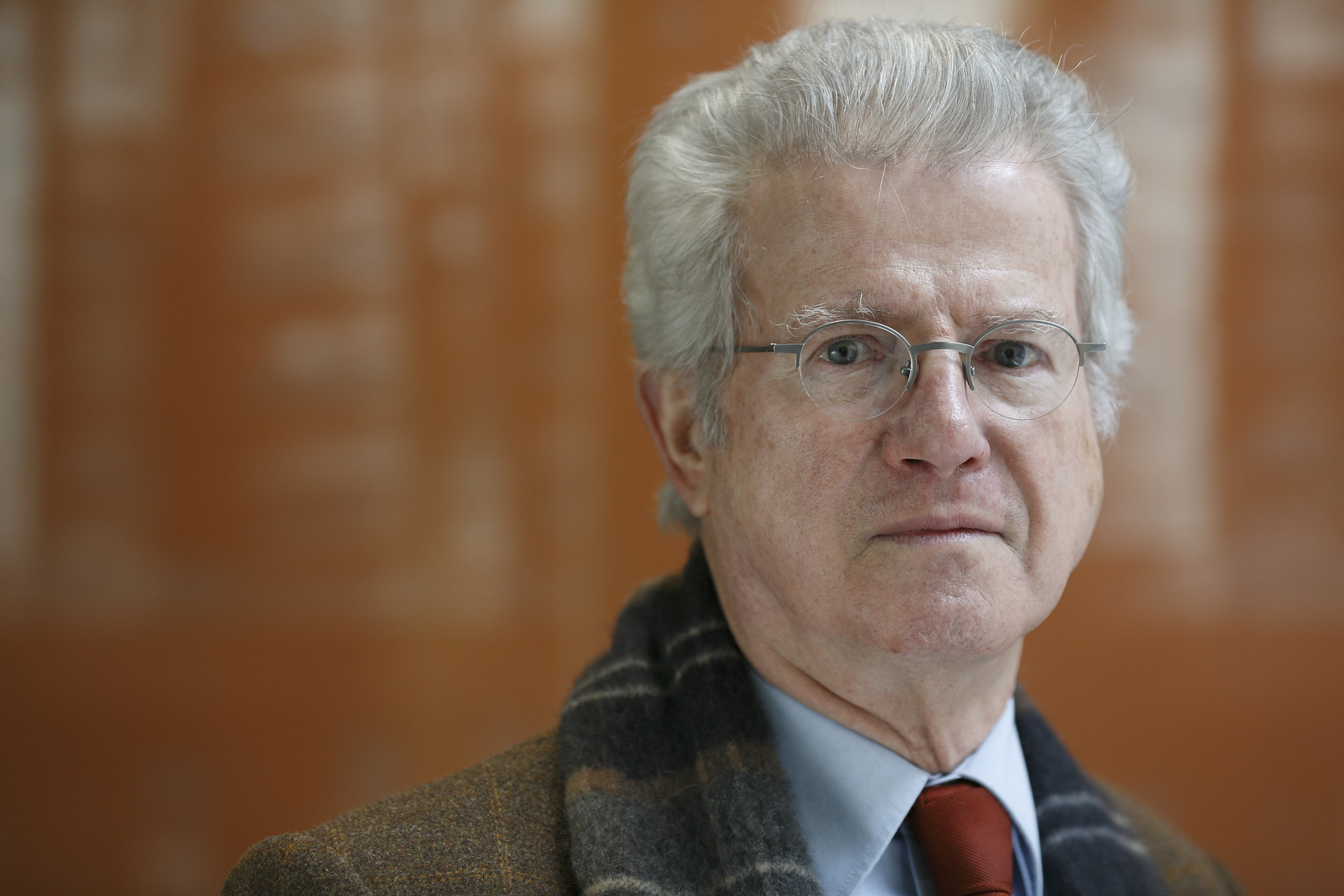
Gert-Joachim Glaeßner, vor 2014

Gert-Joachim Glaeßner (* 13. September 1944 in Erfurt) ist ein deutscher Politikwissenschaftler.

## Werdegang
Nach seinem Abitur 1965 in Korbach studierte Glaeßner von 1966 bis 1971 Politische Wissenschaft, Soziologie und Volkswirtschaftslehre an der Freien Universität Berlin und erlangte den Abschluss als Diplom-Politologe. 1976 promovierte er an der FU Berlin zum Dr. rer. pol. 1982 habilitierte er sich mit einer Schrift zu den Theorien und Methoden der Vergleichenden Kommunismusforschung im Fach Politische Wissenschaft.
Glaeßner begann seine wissenschaftliche Tätigkeit am Zentralinstitut für Sozialwissenschaftliche Forschung der Freien Universität Berlin, wo er im Bereich der DDR- und vergleichenden Kommunismusforschung arbeitete. 1986 wurde er auf eine Professur für DDR- und Deutschlandforschung an das Otto-Suhr-Institut der Freien Universität berufen. 1992 erfolgte ein Ruf an das neu gegründete Institut für Sozialwissenschaften an der Humboldt-Universität zu Berlin. Er hatte dort bis zu seiner Emeritierung im Jahr 2009 den Lehrstuhl „Das politische System der Bundesrepublik Deutschland“ inne. Von 1992 bis 1994 war er erster Direktor des neugegründeten Instituts für Politikwissenschaft, von 2002 bis 2006 Prodekan und dann Dekan am Institut für Sozialwissenschaften der Humboldt-Universität. Seine Forschungsschwerpunkte umfassen neben der vergleichenden Kommunismusforschung die Transformation postsozialistischer Gesellschaften, Probleme des deutschen Einigungsprozesses, vergleichende Verfassungspolitik und seit Mitte der 1990er Jahre vergleichende Studien zur Sicherheitspolitik und das Verhältnis von Sicherheit und Freiheit.
An der Humboldt-Universität widmete er sich dem Aufbau internationaler Master- und Doktorandenstudiengänge. Im Jahr 1995 etablierte er in Kooperation mit Kollegen europäischer Universitäten in Großbritannien, Frankreich, Italien und der Tschechischen Republik ein erstes europäisches Masterprogramm „Euromasters“, dem 1998 ein „Transatlantic Master“ folgte, an dem neben den europäischen Partnern zwei US-amerikanische Universitäten teilnehmen. Im Jahr 2007 initiierte er zusammen mit Wissenschaftlern von der Middle-East Technical University (METU) in Ankara einen vom Deutschen Akademischen Austauschdienst DAAD geförderten gemeinsamen Masterstudiengang, „German-Turkish Masters Program in Social Sciences“ (GeT MA), an dem Studierende aus beiden Ländern, Zentral- und Mittelasien, den USA und anderen Ländern teilnehmen. Von 2002 bis 2010 war Glaeßner Gründungsdirektor der „Berlin Graduateschool of Social Sciences“ BGSS, die anfangs vom DAAD und von 2006 an aus Mitteln der Exzellenzinitiative des Bundes und der Länder finanziert wurde. Glaeßner erhielt Einladungen als Gastprofessor und Gastforscher u. a. an die University of Bath, die London School of Economics, das King’s College London, die University of Connecticut, die New York University und die Karls-Universität in Prag.

## Forschung
In den 1980er Jahren war Glaeßner einer der führenden Vertreter einer sozialwissenschaftlichen DDR-Forschung, die als „systemimmanente Schule“ charakterisiert wurde. Seit seiner Dissertation zur Kaderpolitik kommunistischer Parteien und der SED setzte er sich in seinen Arbeiten zum Herrschaftssystem der DDR und anderer sowjetsozialistischer Systeme kritisch mit den Annahmen der Totalitarismustheorie auseinander, dass sich die sowjetsozialistischen Systeme weder modernisieren noch liberalisieren könnten. Er präferierte demgegenüber einen modernisierungstheoretischen Ansatz, der von der Annahme ausging, dass sich auch die sowjetsozialistischen Systeme der Notwendigkeit zur Modernisierung nicht entziehen könnten. Der Prozess der Modernisierung stand für ihn, wie für andere Vertreter dieses Ansatzes, in eklatantem Widerspruch zum allumfassenden Herrschaftsanspruch der kommunistischen Partei. Die implizite Erwartung, dass die kommunistischen Regime sich dem Modernisierungszwang nicht entziehen könnten und dass es in diesem Prozess zu einer zumindest partiellen Liberalisierung kommen werde, hat sich als Irrtum erwiesen. Über diesen Forschungsansatz kam es nach 1989 zu einer kontroversen Debatte Vertretern der Totalitarismustheorie.
In enger Zusammenarbeit mit Sozialwissenschaftlern aus Ostdeutschland und Ostmitteleuropa verfolgte Glaeßner nach dem Kollaps der kommunistischen Herrschaftssysteme und dem Ende der DDR in vergleichenden Studien den Transformations- und Demokratisierungsprozess in Ostdeutschland und Ostmitteleuropa. Einen besonderen Stellenwert hatten dabei Untersuchungen zur vergleichenden Verfassungspolitik.
Mitte der 1990er Jahre wandte er sich vergleichenden Studien zur Politik der inneren Sicherheit, der Kriminalpolitik und des Kampfes gegen den Terrorismus zu. In einem Aufsatz von 2001 im Berliner Journal für Soziologie und einer international vergleichenden Studie (Deutschland, Großbritannien, USA) mit dem Titel Sicherheit in Freiheit aus dem Jahr 2003 standen das konfliktgeladene Verhältnis von Sicherheit und Freiheit, die Schutzfunktion des demokratischen Staates und das Verhältnis zwischen Sicherheitsgewährleistung und bürgerlichen Freiheiten im Mittelpunkt. Im Jahr 2016 veröffentlichte er in der Schriftenreihe der Bundeszentrale für politische Bildung eine Studie mit dem Titel Freiheit und Sicherheit – Eine Ortsbestimmung, in der Freiheit und Sicherheit als zentrale Werte moderner Gesellschaften vorgestellt werden. In wechselseitiger Abhängigkeit haben beide nach Glaeßners Auffassung entscheidenden Einfluss auf das persönliche, politische und gesellschaftliche Leben. Sie schützen die Menschen vor Gewalt, gewährleisten die innere Ordnung eines politischen Gemeinwesens und sichern wirtschaftliche Stabilität ebenso wie soziale Wohlfahrt. Nicht zuletzt sind sie ein wichtiges Element bei der Bewahrung des Privaten gegenüber staatlichen und wirtschaftlichen Kontrollinteressen, zumal in der sich entwickelnden digitalen Gesellschaft. Daraus folgt, dass in liberalen, rechtsstaatlich verfassten politischen Ordnungen das eine nicht ohne das jeweils andere Gut gedacht werden kann, wollen sie nicht ihre grundlegenden Wertorientierungen aufgeben.